# Franz Morak
Franz Morak, né le 25 mai 1946 à Graz (Autriche), est un acteur et  chanteur autrichien, aussi homme politique de l'ÖVP.

## Prix
- 1985 : Médaille Kainz
- 1988 : Anneau d'Albin Skoda
- 2003 : Grande médaille d'argent au ruban pour services rendus à la République d'Autriche[1]
- 2006 : Ordre du Prince Branimir avec collier[2]

## Littérature
- Heidi Lackner: Franz Morak: Hearst, tu dors?  Dans: Nouvelles autrichiennes, 30. Novembre 1996. P. 5.
- Roland Koberg: acteur grincheux du château en tant que secrétaire d'État . Dans: Berliner Zeitung, 11. Février 2000.
- Robert Menasse : Franz Morak et sa bande . Dans: La presse, 29. Octobre 2003.
- Alfred Pfabigan : Contre l’opposition larmoyante . Dans: La presse, 22. Novembre 2003.
- Robert Menasse : Une dernière fois dans le train fantôme . Dans: La presse, 22. Novembre 2003.